# Rafael Tormo Pérez
Rafael Tormo Pérez (Madrid, 13 de diciembre de 1952) es un antiguo diplomático español. 
Licenciado en Derecho y teniente de Complemento del Cuerpo Jurídico del Aire, ingresó en 1980 en la carrera diplomática. Ha estado destinado en las representaciones diplomáticas españolas en Costa de Marfil, Brasil, Bélgica, Grecia, Argentina y en la representación permanente de España ante las Naciones Unidas y los Organismos Internacionales con sede en Ginebra. Fue vocal asesor en el Gabinete de la Presidencia del Gobierno y representante permanente adjunto ante la Alianza Atlántica. En 2007, fue nombrado subdirector general de Asuntos Internacionales de Seguridad y fue también subdirector general adjunto de Organismos Internacionales Técnicos. Fue nombrado embajador de España en Albania el 16 de noviembre de 2010, en sustitución de Manuel Montobbio de Balanzó.